# سان ولی (آیداهو)
سان ولی (به انگلیسی: Sun Valley) شهری در شهرستان بلین ایالت آیداهو است که جمعیت آن در سرشماری سال ۲۰۱۰ میلادی ۱٬۴۰۶ نفر بوده‌است.